# John Taylor Gatto
John Taylor Gatto (* 15. Dezember 1935 in Monongahela, Pennsylvania; † 25. Oktober 2018 in New York City) war ein US-amerikanischer Lehrer, Autor und Redner.

## Leben
Gatto wurde 1935 in der Gegend um Pittsburgh geboren. In seiner Jugend besuchte er öffentliche Schulen in der Pittsburgh Metro Area, darunter in Swissvale, Monongahela und Uniontown sowie ein katholisches Internat in Latrobe. Er studierte an der Cornell University, der University of Pittsburgh und der Columbia University und diente dann im medizinischen Dienst der U.S. Army in Fort Knox, Kentucky, und Fort Sam Houston, Texas. Nach seiner Zeit bei der Armee setzte er sein Studium an der City University of New York, am Hunter College, an der Yeshiva University, an der University of California und an der Cornell University fort. Gatto starb im Oktober 2018 im Alter von 82 Jahren.

## Leistungen
Gatto war über 29 Jahre als Lehrer tätig. 1989, 1990 und 1991 wurde er als New York City Teacher of the Year und 1991 als New York State Teacher of the Year ausgezeichnet. 1991 schrieb er einen Brief an das Wall Street Journal, in dem er seinen Rückzug aus dem Schuldienst begründete.
In der Folge hielt Gatto zahlreiche Vorträge zu Erziehungsfragen im ganzen Land und schrieb Bücher zu diesem Thema. Gatto erhielt Auszeichnungen von libertären Organisationen, darunter 1997 den Alexis de Tocqueville Award for Excellence in Advancement of Educational Freedom der 'Alliance for the Separation of School & State'.
Gatto trat für Homeschooling und insbesondere für Unschooling ein.
1985 und 1988 bewarb sich Gatto für den Senat von New York.
Gatto arbeitete zuletzt an einem dreiteiligen Dokumentarfilm zum auf der Schulpflicht beruhenden Schulsystem.

## Hauptthesen
Was macht die Schule mit den Kindern? Gatto vertrat dazu in seinem Werk Verdummt noch mal! Der unsichtbare Lehrplan oder Was Kinder in der Schule wirklich lernen (englischer Originaltitel Dumbing Us Down: The Hidden Curriculum of Compulsory Schooling), welches erstmals im Jahr 1992 veröffentlicht wurde, folgende Thesen:
1. Verwirrung (Confusion): Schule macht die Kinder konfus. Sie präsentiert ein zusammenhangloses Ensemble von Informationen im 45-Minuten-Takt, die das Kind memorieren muss, um nicht von der Schule zu fliegen. Abgesehen von den Tests und Prüfungen funktioniert diese Programmierung ähnlich wie das Fernsehen, das fast die ganze ‚freie‘ Zeit der Kinder ausfüllt. Man sieht und hört irgendetwas, um es gleich wieder zu vergessen.
2. Klassenposition (Class Position): Schule lehrt die Kinder, ihre Klassenzugehörigkeit zu akzeptieren und nicht weiter zu hinterfragen.
3. Gleichgültigkeit (Indifference): Schule macht die Kinder gleichgültig. Es ist irrelevant, was die Kinder in der Schule wollen.
4. Emotionale Abhängigkeit (Emotional Dependency): Schule macht die Kinder emotional abhängig.
5. Intellektuelle Abhängigkeit (Intellectual Dependency): Schule macht die Kinder intellektuell abhängig.
6. Provisorisches Selbstwertgefühl (Provisional Self-esteem): Schule bringt den Kindern eine Art von Selbstvertrauen bei, die auf ständige Bestätigung durch Experten angewiesen ist.
7. Man kann sich nicht verstecken (One can’t hide): Schule macht den Kindern deutlich, dass sie sich nicht verstecken können, weil sie zu nahezu jeder Zeit zu jeder Gelegenheit überwacht werden.

In seinem Buch The Underground History of American Education versuchte Gatto unter Rückgriff auf persönliche Erfahrungen und umfangreiche Recherchen aufzuzeigen, warum und wie die US-amerikanischen Schulen zu schädigenden Institutionen für die Kinder geworden sind.

## Rezeption
Ein Pädagogikprofessor nannte Gattos Bücher „beißend“ und „einseitig und hyperbolisch, [aber] nicht inexakt.“

## Schriften
- Dumbing Us Down: The Hidden Curriculum of Compulsory Schooling. 1992. (deutsch: Verdummt noch mal! Der unsichtbare Lehrplan, oder was Kinder in der Schule wirklich lernen.) Bremen 2009, ISBN 978-3-934719-35-4.
- The Exhausted School. 1993.
- A Different Kind of Teacher: Solving the Crisis of American Schooling. 2000, ISBN 1-893163-21-0.
- The Underground History of American Education. 2001. (Text online) (Memento vom 3. Januar 2013 im Internet Archive)
- Weapons of Mass Instruction: A Schoolteacher’s Journey through the Dark World of Compulsory Schooling. 2008, ISBN 978-0-86571-631-5.

Online
- Against School. zuerst in Harper’s Magazine. September 2003.
- The Six-Lesson Schoolteacher. zuerst in Whole Earth Review. Herbst 1991.
- Zitate und Links zu Essays
- Institutional Schooling Must Be Destroyed.
- The Tyranny Of Compulsory Schooling.
- The Public School Nightmare: Why fix a system designed to destroy individual thought? von der Diablo Valley School veröffentlichter Artikel
- Why Schools Don't Educate.
- Teacher of the Year acceptance speech. (Memento vom 27. Februar 2014 im Internet Archive)
- A Short Angry History of American Forced Schooling.
- Book reviews by Layla AR

Multimedia
- The Fourth Purpose of Public Education 2010.
- Altruists.org – Audiodateien von Vorträgen Gattos
- Rede bei einer Home schooling – Konference von Radio for Peace (MP3)

## Sonstige Weblinks
- Offizielle Website
- Kinza Academy, Homeschooling auf der Grundlage klassischer Autoren. Gatto ist Mitglied des Advisory Board.
- Sammlung von Essays Gatto schreibt regelmäßig für The Link. The Nation’s Homeschool Newspaper
- Transkript eines Radiointerviews mit Jerry Brown
- Gatto's Besuch in den Niederlanden 2007
- Buchrezensionen von Layla AR